# Hasanbeyli, Sarıçam
Hasanbeyli là một xã thuộc huyện Sarıçam, tỉnh Adana, Thổ Nhĩ Kỳ. Dân số thời điểm năm 2009 là 571 người.